# Лучшие песни (албум на Николай Носков)
Лучшие песни (Най-добрите песни) компилация на Николай Носков. Издаден е от лейбъла NOX Music и включва 16 песни.

## Песни от албума
1. Это здорово
2. Я тебя люблю
3. Паранойя
4. Снег
5. Я тебя прошу
6. Я не модный
7. Дай мне шанс
8. Романс
9. Зимняя ночь
10. Белая ночь
11. Стёкла и бетон
12. Дышу тишиной
13. Доброй ночи
14. Мой друг
15. Примадонна
16. Узнать тебя